# Palpopleura
Genre
Palpopleura est un genre de la famille des Libellulidae appartenant au sous-ordre des anisoptères dans l'ordre des odonates. Il comprend sept espèces.

## Espèces du genrePalpopleura
- Palpopleura albifrons Legrand, 1979
- Palpopleura deceptor (Calvert, 1899)
- Palpopleura jucunda Rambur, 1842
- Palpopleura lucia (Drury, 1773)
- Palpopleura portia (Drury, 1773)
- Palpopleura sexmaculata (Fabricius, 1787)
- Palpopleura vestita Rambur, 1842